# Roman Zitzelsberger
Roman Zitzelsberger (* 30. August 1966 in Ettlingen) ist ein deutscher Gewerkschafter. Von Dezember 2013 bis Januar 2024 war er Bezirksleiter der IG Metall Baden-Württemberg und damit Verhandlungsführer der Gewerkschaft bei Tarifabschlüssen.

## Leben
Nach Schulabschluss mit Mittlerer Reife begann er im Jahr 1984 die Ausbildung zum Maschinenschlosser im Daimler-Benz-Werk Gaggenau. Dort war es bis 1989 tätig. Parallel hierzu erwarb er die Fachhochschulreife am Berufskollegiat Maschinentechnik der Carl-Benz-Schule Gaggenau, absolvierte erfolgreich einen Fernstudienkurs in Betriebswirtschaftslehre an der Fernuni Hagen und erwarb in den Jahren 2010 bis 2011 einen Master of Management am Malik Management Zentrum Sankt Gallen.

## Politik
Er ist Mitglied der SPD und war bis 2014 Mitglied des Gemeinderats von Bietigheim/Baden. Seit 2015 ist er Mitglied des Landesvorstands der SPD Baden-Württemberg.

## Gewerkschafter
Während der Ausbildung und danach war er gewerkschaftlicher Vertrauensmann und gewählter Jugendvertreter.
Im Jahr 1989 wechselte er als hauptamtlicher Gewerkschaftssekretär zur IG Metall-Geschäftsstelle in Gaggenau. Dort wurde er Ende 2003 zum Ersten Bevollmächtigten (Geschäftsführer) gewählt.
Ende 2013 folgte er Jörg Hofmann im Amt des Bezirksleiters der IG Metall Baden-Württemberg nach. Er verhandelte zwei Pilot-Tarifabschlüsse für die Metall- und Elektroindustrie (2015 und 2018). Er legte das Amt Ende Januar 2024 nieder. Ihm folgte Barbara Resch nach.
Für seine Verdienste um die Arbeitswelt erhielt Zitzelsberger am 28. November 2024 die Wirtschaftsmedaille des Landes Baden-Württemberg.

### Tarifpolitik
Altersteilzeit und Bildungsteilzeit: Im Jahr 2015 erreichte Zitzelsberger den ersten Pilotabschluss, der nicht nur eine Entgelterhöhung beinhaltete, sondern auch die abermalige Erneuerung der Altersteilzeit ermöglichte. Ein gesonderter Tarifvertrag erlaubte außerdem die Nutzung von Mitteln für eine neu geschaffene tarifliche Bildungsteilzeit.
Tarifliches Zusatzgeld (T-Zug): 2018 entwickelte Zitzelsberger mit seinem Team das Tarifliche Zusatzgeld (T-Zug). Dieses ermöglicht belasteten Beschäftigten, anstelle von Geld acht bezahlte freie Tage zu nehmen. Um diese Vereinbarung zu erreichen, setzte Zitzelsberger erstmals 24-stündige Warnstreiks ein.
Tarifvertrag für Mobiles Arbeiten: Bereits 2018 erzielte Zitzelsberger einen Tarifvertrag für Mobiles Arbeiten, der sich während der Corona-Pandemie im Jahr 2020 als vorausschauend erwies.
Verbesserung des Manteltarifvertrags für Auszubildende: In der Tarifrunde 2021 sorgte Zitzelsberger dafür, dass der über 40 Jahre alte Manteltarifvertrag für Auszubildende in Baden-Württemberg verbessert wurde. Außerdem wurden Dual Studierende der DHBW in den Geltungsbereich aufgenommen, wodurch etwa 20.000 Studierende eine Tarifbindung erhielten.
Pilotabschluss 2022: Im Jahr 2022 erreichte der Bezirk Baden-Württemberg erneut einen Pilotabschluss für die gesamte Metall- und Elektroindustrie. Neben steuer- und abgabefreien Inflationsausgleichsprämien wurden wesentliche Entgelterhöhungen erzielt.

### Mitglied in Aufsichtsräten
Roman Zitzelsberger ist Mitglied im Aufsichtsrat der Daimler AG, der Ende 2021 aus der Daimler AG herausgelösten Daimler Truck Holding AG sowie stellvertretender Aufsichtsratsvorsitzender der ZF Friedrichshafen AG.

## Familie
Roman Zitzelsberger ist seit dem Jahr 1991 verheiratet.